# Lee Soo-Hyuk

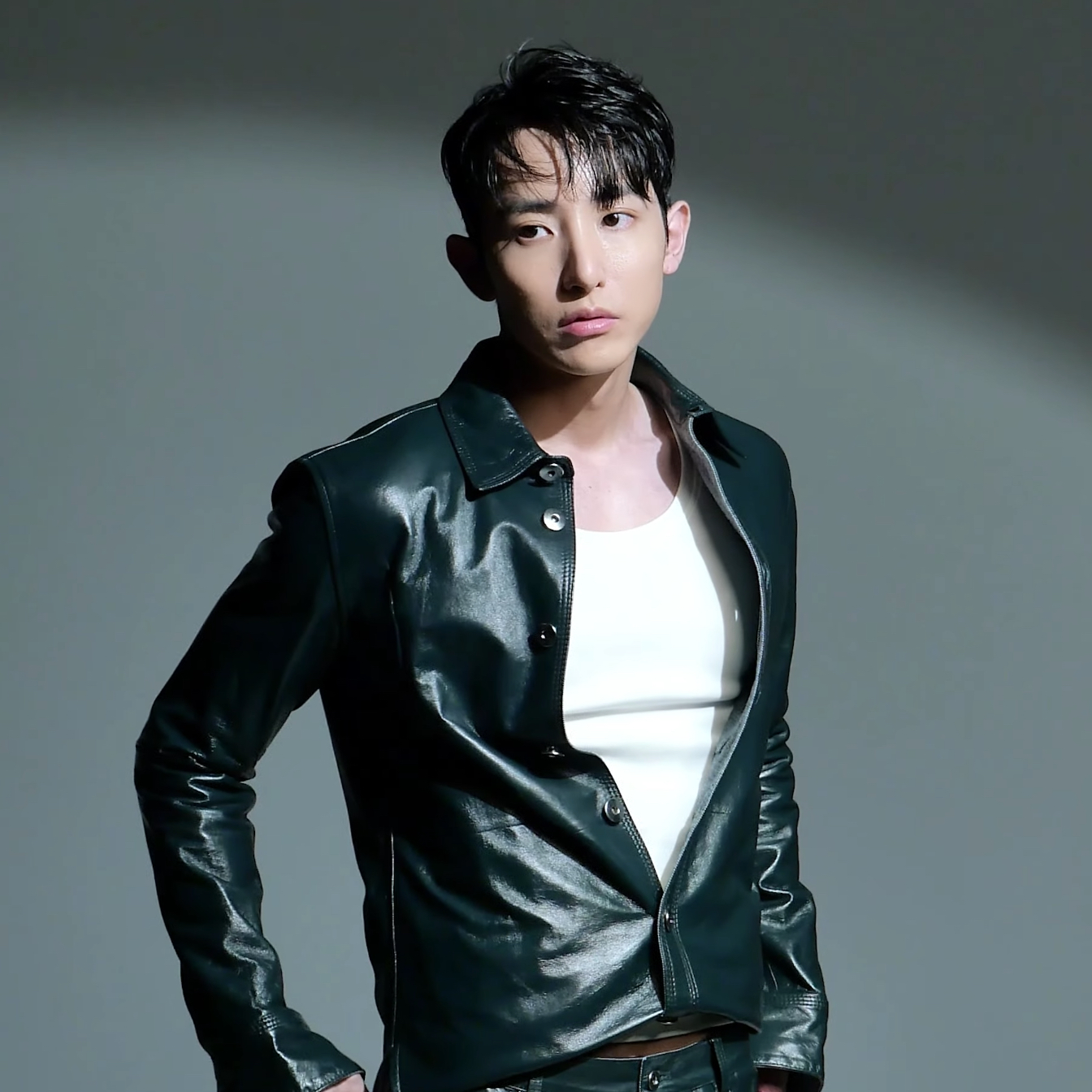
Lee Soo-Hyuk

Lee Hyuk-Soo (kor. 이혁수; geboren am 31. Mai 1988), besser bekannt als Lee Soo-Hyuk (kor. 이수혁), ist ein südkoreanisches Model und Schauspieler.

## Model-Karriere
Sein Model-Debüt gab Lee Soo-Hyuk 2006 auf dem Laufsteg der Modenschau „Lone Costume“ des Designers Jung Wook-Jun. Anschließend wurde er von asiatischen Mode-Labels für Laufsteg und Fotostrecken gebucht, darunter für Song Zio, General Idea.
Seine Cover-Shoots umfassen Modezeitschriften wie GQ, Vogue, Elle, Marie Claire und Esquire.
2013 lief er Laufsteg-Shows für Designer wie Balenciaga, J.W.Anderson und Balmain während der Paris Fashion Week und London Fashion Week. Designer und Fotografen wurden auf ihn aufmerksam, und er wurde vom Online-Modemagazin „Style Minutes“ als eines der „13 Top Breakout Male Faces of F/W 2013“ gekürt – als einziges asiatisches Model. Im selben Jahr fotografierte Ryan McGinley ihn für PlacJeans. Auch in der italienischen Männer-Ausgabe der Zeitschrift Vogue, L’Uomo Vogue, erschien er für eine Fotostrecke.
Bei der Seoul Fashion Week kehrte als Runway-Model auf den Laufsteg von MCM zurück und lief auch für koreanische Labels wie Songzio, KYE, Wooyoungmi und JUUN.J.
2014 war er Gast-Juror in der 4. Staffel von Koreas Next Top Model. Auf persönliche Einladung von Tyra Banks erschien er als Special Guest der Finalsendung der 21. Staffel von America’s Next Top Model.
Er ist regelmäßig in Modezeitschriften wie GQ – Gentlemen’s Quarterly, Harper’s Bazaar, W, Esquire usw. für Fashion Editorials zu sehen, beispielsweise für Dior Homme und Balenciaga.
2020 wurde er als neues Gesicht der Hautpflegemarke Nivea Men ausgewählt.
Seit 2021 ist er das exklusive Model der Brand Fahrenheit sowie der selbst als genderless titulierten Kleidungsmarke Comgen.
Lee Soo-Hyuk repräsentiert weiterhin globale Modemarken wie Adidas, Bulgari und Moncler.

## Schauspielkarriere
Nachdem Lee Soo-Hyuk in Musikvideos der Girlgroups Gavy NJ und 2NE1 aufgetreten war, gab er sein Film-Debüt als Hauptdarsteller in The Boy from Ipanema (2010). Es folgten die Filme Runway Cop (2012) und Horror Stories 2 (2013).
In seiner ersten Fernsehserie White Christmas (2011) war er gemeinsam zu sehen mit seinen Modelkollegen Kim Woo Bin, Kim Young-Kwang, Hong Jun-Hyun und Sung Joon, die eng miteinander befreundet sind und als „Model Avengers“ tituliert wurden, weil alle vor ihrer Schauspielkarriere als Models erfolgreich waren.
Es folgten die Fernsehserien High School King of Savvy und Valid Love (oder Righteous Love), beide über tvN. 2015 übernahm er die antagonistische Hauptrolle in der Historienserie Scholar Who Walks The Night und wurde für diese Darstellung mit dem Best New Actor Award bei den MBC Drama Awards ausgezeichnet.
2016 spielte er Nebenrollen in der OCN-Spionage-Serie Local Hero sowie in der Romantik-Serie Lucky Romance (MBC). Gemeinsam mit seinem Freund Kim Young-Kwang spielte er die zweite männliche Hauptrolle in der MBC-Serie Sweet Stranger and Me (oder The Man Living in Our House).
2019 kehrte er auf die Kinoleinwand zurück als Bösewicht im Thriller Pipeline.
2020 spielte er eine Doppelrolle in der Mystery-Thriller-Serie Born Again. In der Mini-Serie Handmade Love war er als gefallener Engel zu sehen.
2021 übernahm er den männlichen Part des „Second Lead Couples“ in der Fantasy-Serie Doom At Your Service (tvN).
Des Weiteren übernahm er 2021 ein Engagement in dem Variety-Show-Konzept „Bistro Shigor“, in dem er gemeinsam mit anderen Celebrities ein französisches Fine Dining-Restaurant als Pop-Up in einer ländlichen, abgeschiedenen Gegend betreibt. Neben seiner Aufgabe als Hall-Manager lernte er in einer der ersten Episoden „Latte Art“ bei einem Meister-Barista sowie Desserts in den französischen Michelin-Restaurants von Pierre Gagnaire und L’Amant Secret von Son Jon-Won.
Ab dem 25. März 2022 ist er in der Manga-Verfilmung „Tomorrow“ von MBC als Grim Reaper zu sehen. Die Serie wird global über Netflix ausgestrahlt und handelt von einem Team, welches Selbsttötungen verhindert. Lee Soo-Hyuk spielt erneut den kalten, dunklen Gegenspieler dieses Teams. In einem Interview sagte er, dass ihm die Botschaft dieser Serie dazu bewegt hätte, das Rollenangebot anzunehmen. Im Rahmen der vorab veröffentlichten Pressemitteilungen und Interviews teilten die Prozenten der Serie mit, dass Lee „komplett mit seinem Serien-Charakter verschmolzen“ sei und mit seinem „tiefstechenden Blick einen beispiellos düsteren Sensenmann“ verkörpere, so dass am Set sich niemand mehr jemand anderen in dieser Rolle vorstellen könne.

## Privates
Lee hat eine jüngere Schwester.
Seine bisher einzige öffentlich bekannte Beziehung war zur Schauspielerin Kim Min-Hee, mit der er von 2008 bis 2010 zusammen war.

## Sonstiges
Am 10. August 2017 begann er seine zweijährige Wehrpflicht in Südkorea, die am 9. August 2019 endete.
Er ist bei YG Entertainment unter Vertrag.

## Filmografie

### Filme
| Jahr | Titel                | Titel           | Rolle                       | Kommentar       |
| Jahr | Englisch             | Original        | Rolle                       | Kommentar       |
| ---- | -------------------- | --------------- | --------------------------- | --------------- |
| 2006 | My Boss, My Teacher  | 투사부일체      | Student (3rd year; class 8) | Nebenrolle      |
| 2010 | The Boy from Ipanema | 이파네마 소년   | Boy                         | Hauptrolle      |
| 2012 | Runway Cop           | 차형사          | Kim Sun-ho                  | Hauptdarsteller |
| 2013 | Horror Stories 2     | 무서운 이야기 2 | Sung-kyun                   | Hauptdarsteller |
| 2021 | Pipeline             | 파이프라인      | Gun-woo                     | Hauptdarsteller |

### TV-Serien
| Jahr | Titel                           | Titel                                    | Sender | Rolle                        | Kommentar                     |
| Jahr | Englisch                        | Original                                 | Sender | Rolle                        | Kommentar                     |
| ---- | ------------------------------- | ---------------------------------------- | ------ | ---------------------------- | ----------------------------- |
| 2011 | White Christmas                 | 화이트 크리스마스                        | KBS2   | Yoon-soo                     | Nebenrolle                    |
| 2011 | Deep Rooted Tree                | 뿌리 깊은 나무                           | SBS    | Yoon Pyeong                  | Nebenrolle                    |
| 2011 | What’s Up                       | 왓츠업                                   | MBN    | Lee Soo-bin                  | Nebenrolle                    |
| 2011 | Vampire Idol                    | 뱀파이어 아이돌                          | MBN    | Mukadil Kejua / Soo-hyuk     | Nebenrolle                    |
| 2013 | Shark                           | 상어                                     | KBS2   | Kim Soo-hyun                 | Nebenrolle                    |
| 2014 | High School King of Savvy       | 고교처세왕                               | tvN    | Yoo Jin-woo                  | Hauptdarsteller               |
| 2014 | Righteous Love                  | 일리있는 사랑                            | tvN    | Kim Joon                     | Hauptdarsteller               |
| 2015 | The Scholar Who Walks the Night | 밤을 걷는 선비                           | MBC    | Gwi                          | Hauptdarsteller               |
| 2016 | Local Hero                      | 동네의 영웅                              | OCN    | Choi Chan-gyu                | Hauptdarsteller               |
| 2016 | Lucky Romance                   | 운빨로맨스                               | MBC    | Choi Gun-wook                | Hauptdarsteller               |
| 2016 | Sweet Stranger and Me           | 우리집에 사는 남자                       | KBS2   | Kwon Duk-bong                | Hauptdarsteller               |
| 2017 | Gomen, Aishiteru                | ごめん、愛してる                         | TBS    | Baek Rang                    | Cameo (Episode 1)             |
| 2020 | Born Again                      | 본 어게인                                | KBS2   | Cha Hyung-bin / Kim Soo-hyuk | Hauptdarsteller (Doppelrolle) |
| 2021 | Hello, Me!                      | 안녕? 나야!                              | KBS2   | Police Officer               | Cameo (Episode 1)             |
| 2021 | Doom at Your Service            | 어느 날 우리 집 현관으로 멸망이 들어왔다 | tvN    | Cha Joo-ik                   | Hauptdarsteller               |
| 2022 | Tomorrow                        | 내일                                     | MBC    | Park Joong-gil               | Hauptdarsteller               |

### Web-Drama
| Jahr      | Titel         | Titel           | Sender  | Rolle     | Kommentar       |
| Jahr      | Englisch      | Original        | Sender  | Rolle     | Kommentar       |
| --------- | ------------- | --------------- | ------- | --------- | --------------- |
| 2020–2021 | Handmade Love | 핸드메이드 러브 | Youtube | Woven     | Hauptdarsteller |
| 2024      | Queen Woo     | 우씨왕후        | TVING   | Go Bal-gi | Hauptdarsteller |

### TV-Shows
| Jahr | Titel                          | Titel                        | Sender         | Kommentar                                              |
| Jahr | Englisch                       | Original                     | Sender         | Kommentar                                              |
| ---- | ------------------------------ | ---------------------------- | -------------- | ------------------------------------------------------ |
| 2007 | Seven Models – Special Edition | 세븐모델즈 – Special Edition | Channel Dong-A | Doku-Serie mit Jae-hee, Hak-young und Jin-wook         |
| 2013 | Style Log 2013                 | 스타일로그 2013              | OnStyle        | Moderator mit Hong Jong-hyun                           |
| 2020 | Like Likes Like                | 끼리끼리                     | MBC            | Stammbesetzung mit u. a. Ji-won und Myung-soo          |
| 2021 | Bistro Shigor                  | 시고르 경양식                | JTBC           | Stammbesetzung mit u. a. Choi Jiwoo, Jo Seho, Changmin |

### Auftritte in Musik-Videos
| Jahr | Titel                               | Künstler | Länge | Ref.   |
| ---- | ----------------------------------- | -------- | ----- | ------ |
| 2009 | „Monorail of Night“ (밤의 모노레일) | XXX      | 4:21  | [ 26 ] |
| 2009 | „A Love Story“ (연애소설)           | Gavy NJ  | 5:33  | [ 27 ] |
| 2010 | „It Hurts“ (아파)                   | 2NE1     | 4:15  | [ 28 ] |
| 2012 | „Whoz That Girl“                    | EXID     | 4:07  | [ 29 ] |
| 2013 | „Falling in Love“                   | 2NE1     | 3:47  | [ 30 ] |

## Auszeichnungen
| Preisverleihung                         | Jahr | Kategorie                   | Nominiert / Serie           | Ergebnis |
| --------------------------------------- | ---- | --------------------------- | --------------------------- | -------- |
| Korea Best Dresser Swan Awards          | 2008 | Best Dressed (Model)        | Lee Soo-Hyuk                | Gewonnen |
| Korea Best Dresser Swan Awards          | 2014 | Best Dressed (Schauspieler) | Lee Soo-Hyuk                | Gewonnen |
| Korea Fashion Photographers Association | 2007 | Best New Model              | Lee Soo-Hyuk                | Gewonnen |
| MBC Drama Awards                        | 2015 | Best New Actor              | Scholar Who Walks The Night | Gewonnen |

| Publisher     | Jahr | Liste                          | Placement |
| ------------- | ---- | ------------------------------ | --------- |
| Style Minutes | 2013 | 13 Top Breakout New Male Faces | Ernannt   |